# تئاتر عروسکی هوهانس تومانیان ایروان
تئاتر دولتی عروسکی هُوْهانِس تومانیان ایروان (ارمنی: Երևանի Հովհաննես Թումանյանի անվան Պետական Տիկնիկային Թատրոն (Yerevani Hovhannes T'umanyani anvan Petakan Tiknikayin T'atron)) یک تئاتر عروسکی در شهر ایروان ارمنستان می‌باشد. این تئاتر در تاریخ ۱ ژوئن ۱۹۳۵ توسط سوفیا بجانیان (کارگران)، گِوورگ آرکلیان (نقاش) و پاولوس بورویان (هنرپیشه) افتتاح شد.
نخستین مدیر تئاتر واریا استپانیان بود. دیرتر در سال ۱۹۳۸ میلادی این تئاتر به نام هوهانس تومانیان تغییر نام یافت.
در بین سال‌های ۱۹۵۰ تا ۱۹۵۷ میلادی این تئاتر بسته بود. اما در تاریخ ۲۷ ژوئیه ۱۹۵۷ بازگشایی شد و یرواند ماناریان مدیر آن شد. این تئاتر از سال ۱۹۷۵ میلادی در مکان فعلی آن در خیابان سایات‌نووا فعالیت می‌کند. مدیر و کارگردان هنری کنونی این تئاتر روبن بابایان می‌باشد. این تئاتر همچنین مکان موزه عروسکی پاولوس بورویان نیز می‌باشد.

## نگارخانه

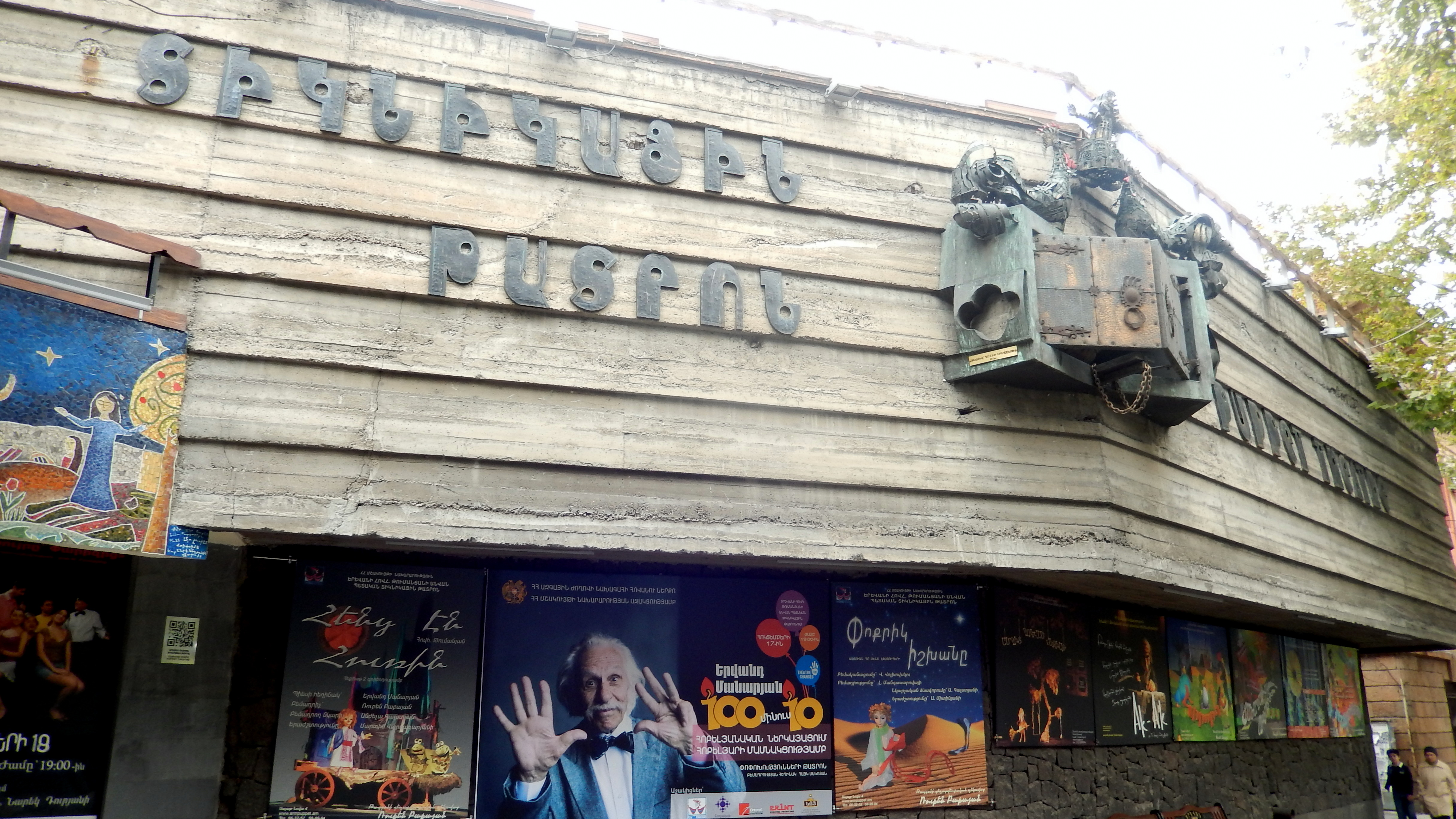
Տիկնիկային թատրոնի շենքը
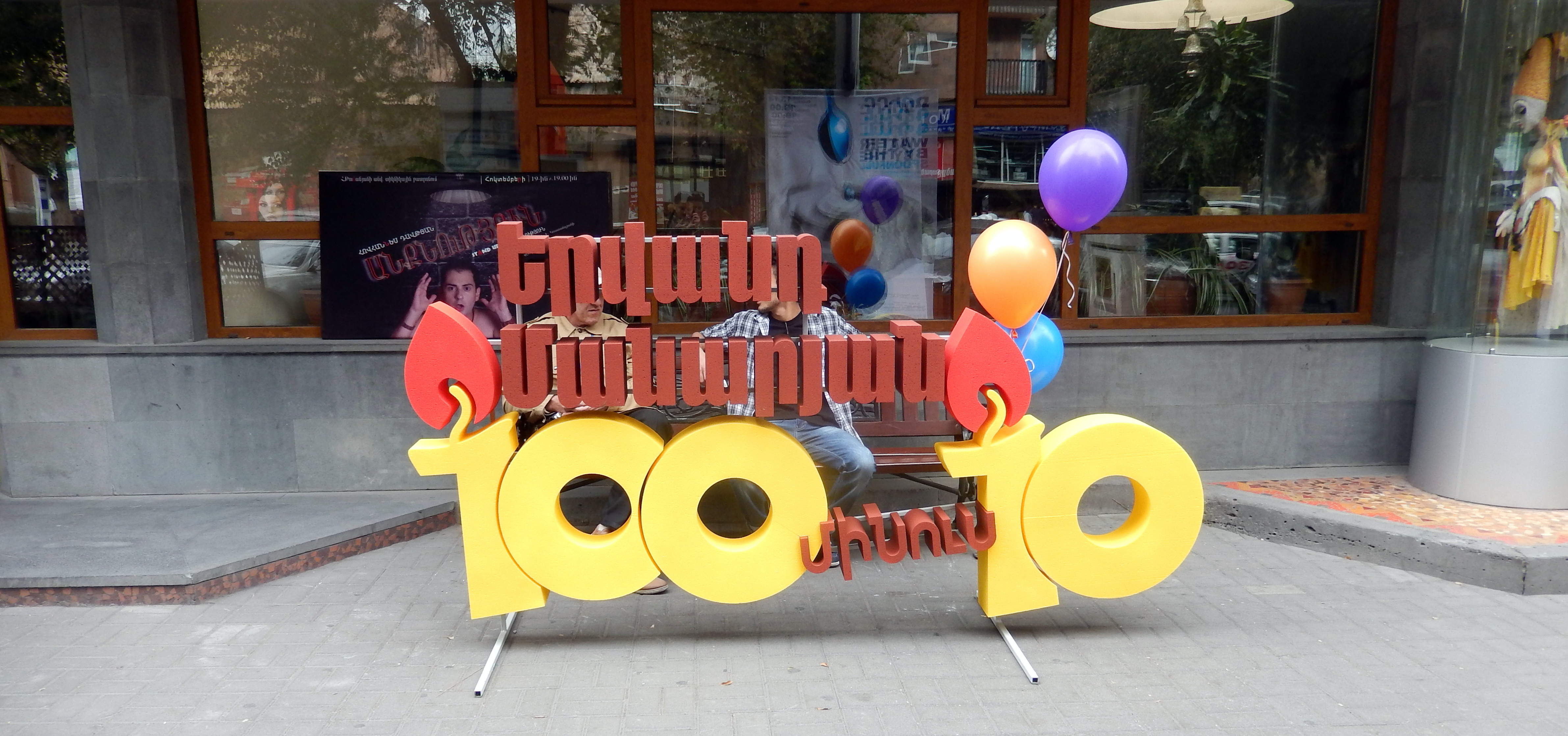
Տիկնիկային թատրոնի շենքը